# Kickers Emden
Der Ballspielverein Kickers Emden e. V., bekannt als Kickers Emden, ist ein Sportverein aus dem Emder Stadtteil Früchteburg, der am 24. März 1946 gegründet wurde. Bekannt wurde der Verein durch seine Fußballabteilung. Die erste Herrenmannschaft spielt in der viertklassigen Regionalliga Nord. Neben Fußball wird auch Tischtennis angeboten.

## Vereinsgeschichte

### Geschichte der Fußballabteilung

#### 1946 bis 1951 – Vereinsgründung und die frühen Anfänge
| Saison                | Liga                       | Level | Platz | Tore   | Punkte |
| --------------------- | -------------------------- | ----- | ----- | ------ | ------ |
| 1946/47               | Bezirksklasse Ostfriesland | III   | 1     | 106:21 | 38:2   |
| 1947/48               | Verbandsliga Weser-Ems     | II    | 6     | 56:34  | 26:18  |
| 1948/49               | Verbandsliga Weser-Ems     | II    | 3     | 63:27  | 35:13  |
| 1949/50               | AOL Niedersachsen West     | II    | 7     | 61:53  | 31:29  |
| 1950/51               | AOL Niedersachsen West     | II    | 1     | 76:45  | 46:18  |
| AOL = Amateuroberliga |                            |       |       |        |        |

Der Verein wurde im März 1946 als Nachfolger mehrerer nach Kriegsende zwangsaufgelösten Emder Sportvereine von sieben ehemaligen Mitgliedern des Emder Turnvereins (ETV) gegründet. Die Spielstätte war zunächst der Bronsplatz des „Muttervereins“ Emder Turnverein im Stadtteil Bentinkshof. Anschließend spielte der Verein mehrere Jahre auf dem Platz der Freien Turnerschaft von 1903 (FT 03) Emden im Stadtteil Herrentor. Nach langen Verhandlungen mit der Bundesvermögensstelle Emden gelang es, den bisherigen Marinesportplatz im Stadtteil Früchteburg im Jahre 1950 anzumieten. Große finanzielle Opfer waren nötig, um diese durch Bombeneinschläge und Panzer schwer beschädigte Anlage wieder herzurichten und bespielbar zu machen. Am 2. August 1950 gastierte der damalige Oberligist VfL Osnabrück zur Einweihung des neuen „Kickers-Platzes“, auf dem der BSV bis zum heutigen Tag spielt.
1946 wurde der BSV in die neu eingerichtete Bezirksklasse Ostfriesland eingegliedert und legte einen sensationellen Start hin, indem er unangefochten Meister wurde. Mit dem Aufstieg in die Verbandsliga zur Saison 1947/48 verlängerten sich die Fahrtstrecken immens, sodass in den schwierigen Nachkriegsjahren für jede Auswärtsfahrt eine Genehmigung sowie Benzinzuteilung beim Straßenverkehrsamt beantragt werden musste. Zu dieser Zeit standen Omnibusse und PKWs nicht zur Verfügung, und so mussten die Spieler teilweise mit Lastwagen Fahrten bis nach Osnabrück absolvieren. Am Ende der Saison belegte man als Aufsteiger den 6. Platz und hielt die Klasse.

#### 1951 bis 1970 – An der Schwelle zur höchsten deutschen Fußballliga
| Saison                | Liga                            | Level | Platz | Tore  | Punkte |
| --------------------- | ------------------------------- | ----- | ----- | ----- | ------ |
| 1951/52               | AOL Niedersachsen West          | II    | 09    | 69:68 | 36:32  |
| 1952/53               | AOL Niedersachsen West          | II    | 10    | 69:68 | 29:31  |
| 1953/54               | AOL Niedersachsen West          | II    | 09    | 47:60 | 26:34  |
| 1954/55               | AOL Niedersachsen West          | II    | 11    | 45:65 | 25:35  |
| 1955/56               | AOL Niedersachsen West          | II    | 11    | 52:63 | 24:32  |
| 1956/57               | AOL Niedersachsen West          | II    | 12    | 42:70 | 23:33  |
| 1957/58               | AOL Niedersachsen West          | II    | 14    | 42:61 | 23:37  |
| 1958/59               | AOL Niedersachsen West          | II    | 14    | 45:57 | 23:37  |
| 1959/60               | AOL Niedersachsen West          | II    | 09    | 47:54 | 27:33  |
| 1960/61               | AOL Niedersachsen West          | II    | 13    | 50:82 | 23:37  |
| 1961/62               | AOL Niedersachsen West          | II    | 13    | 47:74 | 27:33  |
| 1962/63               | AOL Niedersachsen West          | II    | 15    | 35:82 | 19:41  |
| 1963/64               | AOL Niedersachsen West          | III   | 13    | 46:73 | 18:38  |
| 1964/65               | Verbandsliga Niedersachsen Nord | IV    | 06    | 69:51 | 30:30  |
| 1965/66               | Verbandsliga Niedersachsen Nord | IV    | 04    | 83:43 | 37:23  |
| 1966/67               | Verbandsliga Niedersachsen Nord | IV    | 08    | 52:47 | 30:30  |
| 1967/68               | Verbandsliga Niedersachsen Nord | IV    | 02    | 73:35 | 46:14  |
| 1968/69               | Verbandsliga Niedersachsen Nord | IV    | 02    | 81:51 | 38:22  |
| 1969/70               | Verbandsliga Niedersachsen Nord | IV    | 01    | 74:22 | 47:13  |
| AOL = Amateuroberliga |                                 |       |       |       |        |

Nach der ersten Saison im eigenen Stadion gelang dem BSV überraschend die Meisterschaft in der Amateuroberliga Niedersachsen West im Jahre 1950/51. Durch den Titelgewinn erhielt der BSV nun die Berechtigung zur Teilnahme an der Aufstiegsrunde zur Oberliga Nord, damals die höchste Spielklasse in Deutschland. Trotz engagierter Leistungen scheiterte die Mannschaft jedoch an Gegnern wie Victoria Hamburg, Lüneburger SK, VfL Wolfsburg, Blumenthaler SV sowie dem VfB Lübeck und belegte am Ende den letzten Platz.
Bis zum Ende der Saison 1963/64 konnte sich der BSV in der Amateuroberliga Niedersachsen West behaupten, qualifizierte sich jedoch nicht für die neu gegründete eingleisige Landesliga Niedersachsen und stieg in die neu geschaffene Verbandsliga Niedersachsen ab.
Zum Start der Saison 1964/65 setzte sich der Vorstand folgende Ziele: Aufstieg in die Landesliga Niedersachsen, Bau eines eigenen Vereinsheims und eines zweiten Sportplatzes.
Nach mehreren vergeblichen Anläufen wurden die Kickers dann am Ende der Saison 1969/70 Meister der Verbandsliga Niedersachsen und behaupteten sich in der Aufstiegsrunde zur Landesliga Niedersachsen.

#### 1970 bis 1983 – Schwierigkeiten an der Niedersachsen-Spitze
| Saison  | Liga                            | Level | Platz | Tore  | Punkte |
| ------- | ------------------------------- | ----- | ----- | ----- | ------ |
| 1970/71 | Landesliga Niedersachsen        | III   | 9     | 40:43 | 30:30  |
| 1971/72 | Landesliga Niedersachsen        | III   | 12    | 30:49 | 26:34  |
| 1972/73 | Landesliga Niedersachsen        | III   | 13    | 48:69 | 22:38  |
| 1973/74 | Verbandsliga Niedersachsen Nord | IV    | 2     | 83:41 | 41:19  |
| 1974/75 | Verbandsliga Niedersachsen Nord | V     | 6     | 49:51 | 29:31  |
| 1975/76 | Verbandsliga Niedersachsen Nord | V     | 2     | 62:41 | 38:22  |
| 1976/77 | Verbandsliga Niedersachsen Nord | V     | 8     | 71:47 | 31:29  |
| 1977/78 | Verbandsliga Niedersachsen Nord | V     | 3     | 71:36 | 41:19  |
| 1978/79 | Verbandsliga Niedersachsen Nord | V     | 2     | 75:34 | 41:19  |
| 1979/80 | Landesliga Niedersachsen West   | V     | 14    | 48:63 | 23:37  |
| 1978/81 | Landesliga Niedersachsen West   | V     | 8     | 53:52 | 29:31  |
| 1981/82 | Landesliga Niedersachsen West   | V     | 6     | 56:50 | 31:29  |
| 1982/83 | Landesliga Niedersachsen West   | V     | 1     | 64:39 | 43:17  |
|         |                                 |       |       |       |        |

Ähnlich wie zu Beginn der Saison 1950/51 sollte auch für den BSV als Aufsteiger in die Landesliga Niedersachsen in der Saison 1970/71 ein spektakuläres Ende bevorstehen. Die Kickers belegten stets einen stabilen Mittelfeldplatz, und so schien das abschließende Heimspiel gegen den abstiegsbedrohten VfB Peine, das 2:2 unentschieden endete, keine besondere Bedeutung zu haben. Doch nach dem Abpfiff begann plötzlich das große Rechnen. Der BSV wurde in der Abschlusstabelle Neunter, punktgleich mit den Vereinen TuS Haste, VfL Oldenburg und Eintracht Nordhorn auf den Rängen 6-9. Für die Aufstiegsrunde zur Regionalliga Nord wurden drei niedersächsische Teilnehmer gesucht, doch auf den Plätzen 3-5 lagen die nicht aufstiegsberechtigten Zweitvertretungen der Vereine Eintracht Braunschweig, Hannover 96 und Arminia Hannover. Da bei punktgleichem Stand nicht die Tordifferenz den Ausschlag gab, mussten Entscheidungsspiele auf neutralen Spielfeldern klären, wer aus diesem punktgleichen Quartett den Meister OSV Hannover und den Vizemeister Union Salzgitter in die Aufstiegsrunde zur Regionalliga Nord begleiten durfte. Der BSV hatte in Cloppenburg gegen Eintracht Nordhorn anzutreten, verlor jedoch in der Verlängerung mit 2:3 und verpasste somit die Teilnahme an der Aufstiegsrunde.
So ging man mit einer Enttäuschung in die folgenden Spielzeiten der leistungsmäßig anspruchsvollen Landesliga Niedersachsen. 1971/72 reichte es dort noch mit einem abschließenden 12. Platz zum Klassenerhalt, doch nur ein Jahr später fand das dreijährige Landesliga-Intermezzo der Kickers bereits ein Ende, als man als viertletzter wieder in die ungeliebte Verbandsliga Nord absteigen musste.
Bei ihren erneuten Versuchen, in die eingleisige Landesliga Niedersachsen zurückzukehren, scheiterten die Kickers immer wieder knapp. Dass der BSV in den 1970er Jahren so lange in der Verbandsliga feststeckte, verhinderte nicht, dass der Verein in jener Zeit Auswahlspieler hervorbrachte, die inzwischen Kultstatus besitzen. Neben Kickers-Urgestein Albert Brouwer sei hier der überragende Abwehrspieler Uwe Groothuis erwähnt.
Am Ende der Saison 1978/79 fand eine Neuorganisation der Ligen statt. Als Vizemeister hat sich Kickers für die neue Landesliga Niedersachsen West direkt qualifiziert.
Die Anpassung an diese neu zugeschnittene Spielklasse fiel dem BSV alles andere als leicht. In der Premierensaison 1979/80 gelang ihnen dort als 14. nur knapp der Ligaverbleib. Nach drei weiteren Spielzeiten in der Landesliga Niedersachsen West gelang es dem BSV in der Saison 1982/83, die Meisterschaft zu erringen und den Aufstieg in die Verbandsliga Niedersachsen zu sichern.

#### 1983 bis 1998 – Die Ära Dr. Riedl
| Saison  | Liga                          | Level | Platz | Tore  | Punkte |
| ------- | ----------------------------- | ----- | ----- | ----- | ------ |
| 1983/84 | Verbandsliga Niedersachsen    | IV    | 13    | 45:68 | 22:38  |
| 1984/85 | Verbandsliga Niedersachsen    | IV    | 14    | 44:66 | 29:39  |
| 1985/86 | Verbandsliga Niedersachsen    | IV    | 16    | 34:89 | 13:47  |
| 1986/87 | Landesliga Niedersachsen West | V     | 02    | 69:26 | 44:16  |
| 1987/88 | Landesliga Niedersachsen West | V     | 01    | 76:27 | 47:13  |
| 1988/89 | Verbandsliga Niedersachsen    | IV    | 01    | 73:29 | 46:18  |
| 1989/90 | Verbandsliga Niedersachsen    | IV    | 04    | 54:30 | 37:23  |
| 1990/91 | Verbandsliga Niedersachsen    | IV    | 01    | 52:34 | 41:19  |
| 1991/92 | Oberliga Nord                 | III   | 06    | 60:49 | 35:29  |
| 1992/93 | Oberliga Nord                 | III   | 08    | 55:54 | 30:30  |
| 1993/94 | Oberliga Nord                 | III   | 01    | 67:39 | 41:19  |
| 1994/95 | Regionalliga Nord             | III   | 04    | 51:42 | 41:27  |
| 1995/96 | Regionalliga Nord             | III   | 04    | 61:49 | 59     |
| 1996/97 | Regionalliga Nord             | III   | 09    | 40:49 | 41     |
| 1997/98 | Regionalliga Nord             | III   | 08    | 54:65 | 44     |
|         |                               |       |       |       |        |

Im Jahre 1985 trat Dr. Riedl in die Fußstapfen des BSV Kickers Emden und übernahm das Amt des Vereinspräsidenten. Zwei Jahre zuvor war seine Firma Score bereits zum Hauptsponsor des Vereins geworden. Während seiner Amtszeit erlebte die Mannschaft einen bemerkenswerten Aufschwung. Im Jahr 1991 gelang schließlich der Aufstieg in die damals drittklassige Oberliga Nord.
Die Ära Riedl brachte dem Verein bedeutende Erfolge. Unter seiner Führung gewannen die Emder im Jahr 1994 die Meisterschaft der Oberliga Nord und nahmen an der Aufstiegsrunde zur 2. Fußball-Bundesliga teil, scheiterten jedoch knapp. Das letzte Punktspiel der Saison gegen die HSV-Amateure zog offiziell 12.000 Zuschauer an, was bis heute als Zuschauerrekord gilt.
Im Jahr 1997 verstarb Dr. Riedl, der kurz zuvor sein Amt niedergelegt hatte (1996). Engelbert Schmidt, ein Finanzunternehmer aus Emden, übernahm daraufhin vorläufig die Präsidentschaft. Als Reaktion auf die Erfahrungen mit der alleinigen Präsidentschaft Riedls wurde ein Aufsichtsrat als Kontrollorgan etabliert.
Obwohl der Verein in den 1990er Jahren einen sportlichen Aufschwung erlebte und unter anderem den späteren Nationalspieler Jörg Heinrich hervorbrachte, endete die Ära Riedl auch mit einem beträchtlichen Schuldenberg von damals über 3 Millionen DM (umgerechnet ca. 1,5 Millionen Euro), der nach und nach abgetragen werden musste. Nach dem verpassten Aufstieg 1994 spielten die Kickers in der neu gegründeten Regionalliga Nord, wo sie bis zum Abstieg 1999 nie schlechter platziert waren als auf dem neunten Tabellenplatz.
In der Zeit von 1983 bis 1998 erreichte der BSV zweimal den DFB-Pokal. 1992/93 (1:5 gg. 1. FC Saarbrücken) und 1996/97 (1:3 gg. Fortuna Düsseldorf), jeweils in der 1. Runde ausgeschieden.
Im Jahre 1996 wurde er NFV-Pokalsieger.

#### 1998 bis 2009 – Der Traum von der 2. Liga
| Saison  | Liga                          | Level | Platz | Tore  | Punkte |
| ------- | ----------------------------- | ----- | ----- | ----- | ------ |
| 1998/99 | Regionalliga Nord             | III   | 16    | 49:65 | 34     |
| 1999/00 | Oberliga Niedersachsen/Bremen | IV    | 01    | 73:17 | 70     |
| 2000/01 | Oberliga Niedersachsen/Bremen | IV    | 02    | 52:27 | 67     |
| 2001/02 | Oberliga Niedersachsen/Bremen | IV    | 08    | 67:48 | 54     |
| 2002/03 | Oberliga Niedersachsen/Bremen | IV    | 01    | 83:43 | 71     |
| 2003/04 | Oberliga Niedersachsen/Bremen | IV    | 06    | 53:43 | 59     |
| 2004/05 | Oberliga Nord                 | IV    | 01    | 64:18 | 81     |
| 2005/06 | Regionalliga Nord             | III   | 09    | 50:45 | 49     |
| 2006/07 | Regionalliga Nord             | III   | 04    | 50:41 | 59     |
| 2007/08 | Regionalliga Nord             | III   | 09    | 43:39 | 54     |
| 2008/09 | 3. Liga                       | III   | 06    | 45:44 | 59     |
|         |                               |       |       |       |        |

Im Sommer 1998 kämpfte der Notvorstand um Interimspräsident Engelbert Schmidt um die Existenz des Vereins bezüglich der Altlasten aus der Ära Riedl. Im September 1998 appellierten Schmidt und der Rest des Vorstands gar an die Kickers-Fans und baten um Spenden. Zitat: „Wenn wir nicht bis zum Monatsende 100.000 DM (umgerechnet ca. 50.000 Euro) zusammenbekommen, droht das Aus.“
Die ohnehin schon prekäre Lage spitzte sich Anfang Oktober 1998 sogar noch zu: Nach 113 Tagen legten Interimspräsident Engelbert Schmidt, sein Stellvertreter Fritz-Otto Hempel und Schatzmeister Edzard Wagner ihre Ämter nieder. Schmidt begründete den Rücktritt mit „atmosphärischen Störungen“ zwischen dem Notvorstand und dem Hauptsponsor Score.
Der Notvorstand bestand fortan nur noch aus Günther Kunz und war somit nicht handlungsfähig. Fünf Tage nach dem Rücktritt von Schmidt setzte das Amtsgericht Emden Günter Schmaler auf Vorschlag von Günther Kunz als neuen Notpräsidenten ein. Eine der ersten Amtshandlungen war es, dafür zu sorgen, dass die ausstehenden Oktober-Gehälter an die Spieler ausgezahlt wurden. Außerdem wurde Kickers-Trainer Alfons Weusthof in einem Gespräch versprochen, dass der Spielbetrieb bis zum Saisonende gesichert sei.
Am 24. November 1998 hielt der BSV vor 167 Delegierten im Hotel Faldernpoort seine mit Spannung erwartete Mitgliederversammlung ab. Dabei wurde Engelbert Schmidt zum neuen Präsidenten gewählt. Während der Versammlung wandte sich Günter Schmaler – noch als Vorsitzender des Notvorstands – an die Mitglieder. Er schilderte in einer 45-minütigen Erklärung die Entwicklung des Vereins seit dem Rücktritt des mittlerweile verstorbenen Präsidenten Dr. Helmut Riedl.
Um den BSV Kickers vor dem Absturz zu bewahren, schlossen sich Privatleute und Gönner des Vereins zu einer Kommanditgesellschaft (KG) zusammen. Die KG kaufte dem Verein für 3,3 Millionen DM (umgerechnet ca. 1,65 Millionen Euro) das Stadiongelände an der Schützenstraße ab.
Nach der finanziellen Schieflage folgte die sportliche. Nach einer schweren 1:7-Niederlage bei Eintracht Braunschweig – der sechsten Niederlage im 13. Spiel – war Schluss für Kickers-Trainer Alfons Weusthof. Interimstrainer für sieben Spiele wurde Uwe Groothuis.
Im Februar 1999 verpflichtete der BSV Michael Krüger als neuen Cheftrainer. 14 Spiele blieben Krüger für die Mission Klassenerhalt. Sein Debüt war vielversprechend. Kickers gewann gegen Werder Bremen II mit 4:2. In den folgenden Wochen stabilisierte sich die Mannschaft und verlor nur noch vier von 13. Partien. Zum Klassenerhalt reichte es trotzdem nicht.
Zu Beginn der Vorbereitung auf die Saison 1999/00 gab sich das Präsidium um Engelbert Schmidt Tag für Tag kämpferisch, um den Verein weiter zu entschulden und finanziell auf gesunde Füße zu stellen. Bedeutend war hier der 10. August 1999, als der Volkswagenkonzern sich dazu entschloss, dem BSV als Sponsor beizutreten. Über die Höhe der Unterstützung wurde Stillschweigen vereinbart. Die Zusammenarbeit ist auf mehrere Jahre angelegt und hält bis zum heutigen Tage.
Michael Krüger war für den sportlichen Neustart zuständig – mit einer nahezu komplett neu zusammengestellten Mannschaft. Den deutlichen Worten ließ das Kickers-Team überzeugende Taten folgen: Die Emder eilten von Sieg zu Sieg und verloren von 30 Spielen nur zwei. Schon vier Spieltage vor Schluss war die Oberliga-Meisterschaft perfekt, und so sicherte sich der BSV die Teilnahme an der Relegation zur Regionalliga Nord. In dieser scheiterte man jedoch am Lüneburger SK.
Die Saison 2000/01 beendete man punktgleich mit dem SC Göttingen 05 auf dem zweiten Rang. Nur das bessere Torverhältnis bescherte dem SC Göttingen 05 die Meisterschaft.
Am Ende der Saison 2002/03 sicherten sich die Emder erneut die Meisterschaft in der Oberliga Nord. Trotz dieses Erfolgs scheiterte man jedoch erneut in der Relegation zur Regionalliga Nord, diesmal am VfR Neumünster.
In der 2004/05 neu gegründeten Oberliga Nord gewann der Verein in der ersten Saison auf Anhieb und für Experten durchaus überraschend die Meisterschaft. Damit spielte der Verein ab der Saison 2005/06 wieder in der Regionalliga, die – anders als in den 1990ern – nun zweigleisig aufgebaut war. In dieser Spielzeit erreichten sie den neunten Platz. In der Saison 2006/07 kämpfte der Verein bis zum letzten Spieltag um den Aufstieg in die 2. Bundesliga, landete jedoch letztendlich auf dem vierten Platz.
Am 30. Mai 2007, drei Tage vor dem letzten Saisonspiel, gab der Verein bekannt, dass Trainer Marc Fascher seinen bis zum 30. Juni 2008 laufenden, mündlich vereinbarten Vertrag aus persönlichen Gründen nicht erfüllen wird. Am 10. Juni 2007 wurde Stefan Emmerling, der zuvor bei der zweiten Mannschaft von Alemannia Aachen tätig war, Cheftrainer.
Im folgenden Jahr, 2007/08, belegten die Emder wie in der Saison 2005/06 erneut den neunten Platz und qualifizierten sich für die neu gegründete eingleisige 3. Liga, womit sie zu den Gründungsmitgliedern gehören.
Mittlerweile gab es konkrete Pläne über einen Stadionneubau. Geplant war ein Stadion für 15.000 Zuschauer, baugleich mit dem in Paderborn, das etwa 12 Millionen Euro gekostet hätte.
Im Mai 2008 fusionierten der „BSV Kickers Emden“ und „SV Blau-Gelb Barenburg-Emden e. V.“ Da der BSV Kickers der deutlich größere und höherklassiger spielende Verein war, kann auch von einer Übernahme gesprochen werden. Um jedoch die Barenburger im neuen Verein nicht ganz „verschwinden“ zu lassen, wurde aus dem „Ballspielverein Kickers Emden“ der „Barenburger Sportverein Kickers Emden“, was somit die althergebrachte Abkürzung BSV erhält.
Mit einem Etat von 2,4 Millionen Euro startete man in die Drittliga-Saison. Zur Überraschung übernahm Emden am 20. Oktober 2007 die Tabellenspitze der 3. Liga und wurde fortan von der gesamten Liga gejagt. Diese Zeit als Tabellenführer endete jedoch nach 36 Tagen. Kurz vor dem Ende der Saison verließ Trainer Stefan Emmerling den Verein in Richtung RW Ahlen. Für den vorzeitigen Wechsel zahlte der damalige Zweitligist den Emdern eine Ablösesumme. Interimstrainer wurde daraufhin Thomas Richter. Am Ende landete man auf dem sechsten Platz.
Die Pläne für die zweite Drittligasaison waren bereits ausgearbeitet, und der ehemals bei RW Erfurt entlassene Trainer Karsten Baumann sollte als neuer Trainer verpflichtet werden. Allerdings trat Baumann sein Amt beim BSV nie an, da Mitte Juni das Ende des Profifußballs in Emden besiegelt war: „Nach intensiven Abstimmungen mit dem Aufsichtsrat entschied sich das Präsidium des BSV Kickers Emden schweren Herzens, den Antrag auf Erteilung einer Lizenz für die 3. Liga zurückzuziehen“, wie in einer Pressemitteilung verkündet wurde. „Die gleichzeitige Finanzierung eines neuen Stadions in Emden und die Aufrechterhaltung eines drittligatauglichen Kaders erwies sich in der aktuellen wirtschaftlichen Lage als unmöglich. Zudem bestand aufgrund der baulichen Mängel des Stadions die Gefahr, dass die Heimspiele in der kommenden Saison komplett in einem Ausweichstadion hätten stattfinden müssen. Vor diesem Hintergrund konnte der Verein die vom DFB gesetzten Bedingungen für die Lizenzerteilung nicht erfüllen“.
Die schon weit vorangetriebene und vom Stadtrat bereits genehmigte Planung des Stadionneubaus sowie der vom Land zugesagte Zuschuss in Höhe von 5 Millionen Euro wurden nach dem zurückgezogenen Lizenzantrag hinfällig.
Während dieser Zeit nahmen die Kickers zwei Mal am DFB-Pokal teil. 2000/01 (0:1 gg. 1. FSV Mainz 05) und 2009/10 (0:3 gg. 1. FC Köln), jeweils in der 1. Runde ausgeschieden.
In den Jahren 2000 und 2009 wurde der BSV NFV-Pokalsieger.

#### 2009 bis 2018 – Insolvenz und Niedergang
| Saison  | Liga                        | Level | Platz | Tore  | Punkte |
| ------- | --------------------------- | ----- | ----- | ----- | ------ |
| 2009/10 | Oberliga Niedersachsen West | V     | 05    | 53:45 | 48     |
| 2010/11 | Oberliga Niedersachsen      | V     | 04    | 71:51 | 71     |
| 2011/12 | Oberliga Niedersachsen      | V     | 18    | 00:0  | 0      |
| 2012/13 | Landesliga Weser-Ems        | VI    | 08    | 56:60 | 53     |
| 2013/14 | Landesliga Weser-Ems        | VI    | 10    | 67:63 | 47     |
| 2014/15 | Landesliga Weser-Ems        | VI    | 03    | 76:39 | 70     |
| 2015/16 | Landesliga Weser-Ems        | VI    | 04    | 70:53 | 55     |
| 2016/17 | Landesliga Weser-Ems        | VI    | 05    | 58:47 | 49     |
| 2017/18 | Landesliga Weser-Ems        | VI    | 02    | 72:40 | 58     |
|         |                             |       |       |       |        |

Nach dem freiwilligen Rückzug aus der 3. Liga, startete der BSV unter dem neuen Trainer Johann Lünemann mit einer komplett neuen Mannschaft 2009/10 in der Oberliga Niedersachsen West. Einzig Manuel Menzel blieb den Emdern aus dem Drittligakader erhalten. Für den BSV endete die erste Spielzeit nach dem Kapitel „Profifußball“ auf Rang fünf. Trotz der „erfüllten Mission“ ging es für Johann Lünemann beim BSV nicht weiter. Der Trainer erklärte im letzten Saisonspiel überraschend seinen Rücktritt.
Zur Saison 2010/11 übernahm Uwe Groothuis, der seit 2005 die Emder A-Jugendlichen trainiert hatte, den Trainerposten des Oberliga-Teams. Man beendete die Saison auf dem vierten Platz. Die sportliche Platzierung rückte einen Tag vor dem letzten Saisonspiel dann plötzlich in den Hintergrund: Der NFV verweigerte Kickers die Lizenz für die Saison 2011/12. „Kickers ist die Zulassung nicht erteilt worden, weil die wirtschaftliche Leistungsfähigkeit des Vereins nicht ausreichend nachgewiesen werden konnte“, teile der Verband mit. Der BSV legte Beschwerde ein. Schon einen Tag später kam die erlösende Nachricht: Dem BSV wurde die Lizenz im zweiten Anlauf doch erteilt. Der NFV war von einer Liquiditätslücke in Höhe von 295.000 Euro ausgegangen. Im Beschwerdeschreiben konnte man jedoch darlegen, dass der Schuldenstand bei rund 165.000 Euro liegt.
In der Woche vor dem Heimspiel gegen den VfV Hildesheim traten die Kickers-Spieler in einen Trainingsstreik. Grund dafür waren noch ausstehende Gehaltszahlungen. Nach einem Krisengespräch mit dem Aufsichtsratsvorsitzenden Dr. Klaus Strahmann am Abend vor der Partie entschieden sich die Spieler aber, das Abschlusstraining zu absolvieren und gegen die Süd-Niedersachsen zu spielen.
Vier Tage später folgte dann der große Knall, der das Sportliche komplett in den Hintergrund rücken ließ: Auf der Jahreshauptversammlung am 24. November 2011 verkündete der Aufsichtsratsvorsitzende Dr. Klaus Strahmann, dass der BSV Kickers Emden Insolvenz anmelden würde. Die Schuldenlast erdrückte den Verein, zumal sich immer weitere Sponsoren zurückzogen. Präsident Günter Schmaler bezeichtente die Entscheidung als „alternativlos“. „2,8 Millionen Euro wären nötig gewesen, um die Insolvenz auf Dauer zu vermeiden.“
Durch die Insolvenz war der Abstieg aus der Oberliga Niedersachsen besiegelt. Trotzdem musste Kickers den Spielbetrieb fortsetzen, um in der Spielzeit 2012/13 in der Landesliga eingegliedert zu werden – und nicht auf Kreisebene.
Am 1. Februar 2012 wurde das Insolvenzverfahren vom Amtsgericht Aurich eröffnet.
Die Saison 2012/13 in der Landesliga Weser-Ems stand bei BSV ganz im Zeichen des erneuten Neuanfangs in der Landesliga. Yasin Turan wurde neuer Cheftrainer. Das Ziel war nach turbolenten Jahren und dem Zwangsabstieg klar: „Klassenerhalt.“ Diese Aufgabe wurde souverän gelöst: Kickers gewann 16 von 34 Spielen, holte 53 Punkte und beendete die seit Jahrzehnten erste Saison als Sechstligist auf Platz acht. Eine noch bessere Nachricht erreichte alle Kickers-Freunde und Verantwortliche Ende Mai. Weil die Gläubiger dem Insolvenzplan des Insolvenzverwalters Axel Gerbers einstimmig zustimmten, war die Existenz des BSV Kickers Emden gesichert.
Mit Wirkung zum 25. Juli 2013 beendete das Amtsgericht Aurich offiziell das Insolvenzverfahren.
In der Saison 2013/14 sollte der nächste Schritt gemacht werden. Als offizielles Ziel wurde Platz eins bis fünf angegeben – doch daraus wurde nichts. Yasin Turan wurde nach 15 Punkten aus zwölf Spielen auf dem zwölften Platz – mit nur vier Punkten Vorsprung auf den ersten Abstiegsplatz Ende Oktober entlassen. Bis zur Winterpause übernahm zunächst der damalige Fußball-Obmann Karsten Golnik das Traineramt. Unter seine Regie holten die Emder sieben Punkte aus fünf Spielen. Ende Dezember wurde dann Markus Olbrys als Turan-Nachfolger präsentiert. Aber auch unter Olbrys konnten sich die Emder anschließend nicht weit weg von den Abstiegsrängen entfernen. Am Ende wurde man Zehnter.
In der Vorbereitung auf die neue Saison 2014/15 begann BSV-Trainer Markus Olbrys mit einer ehrgeizigen Aussage: „Ich will Meister werden und nicht um Platz fünf mitspielen.“ Neuer Sportlicher Leiter wurde Rudi Zedi.
Trotz des positiven Saisonverlaufs war Mitte November Schluss für Markus Olbrys. Der Trainer wurde entlassen – allerdings nicht aus sportlichen Gründen. Der BSV Kickers begründete die Trennung mit gravierenden Meinungsunterschieden über die Außendarstellung des Vereins. Diese Differenzen haben sich auch nach mehreren intensiven Gesprächen darüber, welches Auftreten der Verein von seinen Repräsentanten in der Öffentlichkeit erwartet, nicht ausräumen lassen.
Nachfolger von Olbrys wurde Rudi Zedi, der künftig eine Doppelrolle als Sportlicher Leiter und Trainer ausführte. Am Ende der Saison wurde man Dritter.
Anders als sein Vorgänger ein Jahr zuvor, sprach Zedi vor der Spielzeit 2015/16 nicht vom Ziel „Meisterschaft“ – zumindest nicht direkt. „Wir wollen besser abschneiden als in der vergangenen Saison“, sagte er.
Ende April lag die Bilanz der Zedi-Elf bei: 26 Spiele, 52 Punkte, Rang zwei. Nur drei Wochen später war die gute Ausgangsposition dahin: Dem BSV ging im Titelrennen die Puste aus – auch personell, zum Schluss wurde man Vierter.
Nachdem die Emder in den beiden Spielzeiten zuvor jeweils lange um den Titel mitgespielt hatten, sollte die vierte Landesliga-Saison in Folge auch die letzte sein. „Wenn es nach mir geht, wollen wir natürlich aufsteigen“, sagte der BSV-Coach Zedi. Anfang Mai 2017 wurde bekannt, dass Rudi Zedi seinen bis Sommer 2018 laufenden Vertrag beim BSV auflösen und den Verein verlassen wird. Einen Tag nach Bekanntwerden des nahenden Abschieds von Zedi präsentierte Kickers mit Wolfgang Niehus bereits einen Nachfolger. Am Ende belegte man in der Spielzeit 2016/17 den fünften Platz.
Nach dem überraschenden Abgang von Niehus im November 2017 wurden die bisherigen B-Junioren-Trainer Uwe Langheim und Uwe Welzel „befördert“. Sie sollten das Landesliga-Team zunächst bis zur Winterpause übernehmen. Aus der zunächst kurzfristigen Lösung wurde schnell eine langfristige – denn Uwe und Uwe leisteten sehr erfolgreiche Arbeit. Am Ende der Saison 2017/18 fehlten dem BSV nur drei Punkte und vier Tore zum Aufstieg in die Oberliga.
In der Zeit von 2009 bis 2018 erreichte der BSV zwei Mal den DFB-Pokal, 2009/10 (0:3 gg. 1. FC Köln) und 2011/12 (1:5 n. V. gg. FSV Frankfurt), jeweils in der 1. Runde ausgeschieden.

#### Seit 2018 – Gegenwart
| Saison  | Liga                                      | Level | Platz | Tore   | Punkte |
| ------- | ----------------------------------------- | ----- | ----- | ------ | ------ |
| 2018/19 | Landesliga Weser-Ems                      | VI    | 02    | 70:028 | 58     |
| 2019/20 | Oberliga Niedersachsen                    | V     | 11    | 29:032 | 24     |
| 2020/21 | Oberliga Niedersachsen Weser-Ems/Lüneburg | V     | 04    | 15:013 | 13     |
| 2021/22 | Oberliga Niedersachsen                    | V     | 02    | 38:020 | 38     |
| 2022/23 | Regionalliga Nord                         | IV    | 19    | 26:103 | 15     |
| 2023/24 | Oberliga Niedersachsen                    | V     | 01    | 97:031 | 86     |
| 2024/25 | Regionalliga Nord                         | IV    | 02    | 65:044 | 60     |
|         |                                           |       |       |        |        |

Mit der Saison 2018/19 ging es für die Emder bereits in das siebte Landesliga-Jahr. Dass es mit einem unverhofften Märchen enden würde, war nach dem ersten Drittel der Saison 2018/19 völlig utopisch. Der SV Bevern gewann zehn Spiele in Serie und zog an der Tabellenspitze einsame Kreise. Der BSV stabilisierte sich und kletterte bis zur Winterpause auf Rang drei. Knapp eine Woche vor Weihnachten gab es dann erfreuliche Nachrichten: Der SV Bevern gab bekannt, auf einen möglichen Aufstieg verzichten zu wollen. Plötzlich hatte Kickers also nicht mehr elf, sondern nur noch zwei Punkte Rückstand auf einen Aufstiegsplatz. Diese Tatsache sorgte für eine Extra-Portion-Motivation, die sich gleich im ersten Spiel des Jahres 2019 positiv auswirkte: Der BSV schlug Bevern mit 2:1.
Einen herben Rückschlag erlitt der BSV am 12. April: Emden verlor das Topspiel gegen Blau-Weiß Lohne mit 0:1 und hatte sieben Spiele vor dem Saisonende vier Zähler Rückstand auf die Blau-Weißen. Am letzten Spieltag betrug der Abstand zu BW Lohne drei Punkte. Damit war klar: Kickers musste bei Grün-Weiss Mühlen gewinnen und auf eine Niederlage der Lohner beim bereits feststehenden Absteiger Vorwärts Nordhorn hoffen.
Wie durch ein Wunder unterlag BW Lohne in Nordhorn 1:4 und der BSV gewann 1:2 in Mühlen und sicherte sich dadurch den Aufstieg in die Oberliga Niedersachsen.
Die Vorbereitung auf das „Abenteuer Oberliga“ der Saison 2019/20 begann mit einer Überraschung: Kickers trennte sich vom Aufstiegs-Trainer-Duo Uwe Langheim und Uwe Welzel. Nachfolger wurde ein alter Bekannter: Stefan Emmerling kehrte nach Ostfriesland zurück.
Für Emmerling, der hauptamtlich für den BSV arbeitet und sich neben seiner Trainertätigkeit unter anderem auch um Sponsoren kümmert, stand das Ziel der ersten Oberliga-Spielzeit schnell fest: „Der Klassenerhalt steht im Vordergrund.“ Diese Vorgabe erreichte der Aufsteiger souverän – wenn auch nicht auf herkömmliche Art und Weise. Die COVID-19-Pandemie hatte auch den Fußball ausgebremst. Die Saison musste vorzeitig abgebrochen werden. Bis dahin hatte der BSV nur 19 von 34 Spielen absolviert. Mit einem Punkte-Quotienten von 1,26 landete Kickers in der „errechneten“ Abschlusstabelle auf Platz acht.
Auch die zweite Saison 2020/21 als Oberligist verlief für die Emder Fußballer nicht gewöhnlich: Die Liga wurde in zwei Staffeln mit jeweils zehn Teams geteilt, da eine Spielzeit von 38 Spieltagen nicht durchzuführen wäre. Zur geplanten Meister- und Aufstiegsrunde im zweiten Saisonteil kam es aber gar nicht mehr. Wegen der Corona-Pandemie wurde die Saison im November 2020 zunächst unterbrochen. Ende März 2021 entschied sich der NFV dafür, die Spielzeit abzubrechen. Mit vier Siegen aus acht Spielen belegte der BSV Kickers Emden zu diesem Zeitpunkt den vierten Platz in der Staffel Weser-Ems/Lüneburg.
Im Zuge des 75-jährigen Jubiläums des Vereins im Jahr 2021, veröffentlichte der BSV Kickers eine Vereinschronik mit dem Titel: „75 Jahre BSV Kickers Emden“, mit spannenden Geschichten, Daten und Fakten von damals und heute.
Die Saison 2021/22 verlief für den BSV äußerst positiv. Am Ende der Saison wurde man Zweiter und nahm damit an der Aufstiegsrunde zur Regionalliga teil. Nach dem 2:1-Auftaktsieg in der Aufstiegsrunde gegen den Bremer SV am 29. Mai 2022 im Ostfriesland-Stadion vor 2000 Zuschauern begleiteten 500 Ostfriesen das Team zum zweiten Spiel nach Oberneuland gegen den SC Concordia Hamburg. Auch dieses Spiel gewann Kickers mit 3:1. Mit dem Sieg gelang nach 14 langen Jahren vorzeitig die Rückkehr in die Regionalliga Nord.
Jedoch verlief die Saison 2022/23 anders als erhofft, und die Herausforderungen der Regionalliga erwiesen sich als deutlich größer als erwartet. Trotz harter Arbeit und Einsatz gelang es dem Team nicht, sich in der Liga zu behaupten. Am Ende der Saison standen lediglich 15 Punkte auf dem Konto und man stieg direkt wieder in die Oberliga ab.
Der BSV Kickers zog aus dieser Saison seine Lehren und man kooperierte im Vorfeld zur Oberliga-Saison 2023/24 mit dem ehemaligen BW Lohne-Trainer Henning Rießelmann und dessen Firma Onside. Rießelmann führte den BSV Kickers fortan als neuen strategischen Partner. Gemeinsam mit Trainer Emmerling bildeten sie eine komplett neue Mannschaft. Dazu kam ein neuer Hauptsponsor Schauinsland-Reisen. Eine wichtige Initiative der Kooperation mit Rießelmann und seiner Firma war die geplante Ausgliederung der ersten Herren-Fußballmannschaft in eine GmbH. Jedoch standen dem Projekt Ende 2023 fast 300.000 Euro Altschulden im Weg, darunter 150.000 Euro kurzfristige Verbindlichkeiten sowie 150.000 Euro langfristige.
Es war sogar im Gespräch, ob Rießelmann und sein Team sich aus der Kooperation zurückziehen sollten. Angesichts dieser Herausforderungen entschied man sich Ende November 2023 für ein Crowdfunding, das auch ein Adventskalendergewinnspiel umfasste. Durch diese Initiative kamen am Ende über 70.000 Euro zusammen.
Die erfreuliche Nachricht kam Ende Dezember: Das Team um Henning Rießelmann entschied sich, an Bord zu bleiben. „Ich möchte mich von Herzen bei unseren Fans, dem Wirtschaftsbeirat sowie bei allen Spendern und Helfern ganz herzlich bedanken. Der Grundstein für einen seriösen Neustart ist nun gelegt“, erklärte Rießelmann in einem Interview.
Auf der Jahreshauptversammlung Ende September 2023 stimmten 78 von 81 anwesenden Mitgliedern für die Umbenennung des „Barenburger Sportverein Kickers Emden e. V.“ in den „Ballspielverein Kickers Emden e. V.“. Dabei wurde der ursprüngliche Name des Vereins wieder angenommen, der seit seiner Gründung bestand.
In der Saison 2023/24 lief es für die Oberliga-Fußballer des BSV Kickers äußerst erfolgreich. Bereits in der Hinrunde gelang es der Mannschaft, sich an die Spitze der Tabelle zu setzen und sich den Titel des Herbstmeisters zu sichern. Am Ende der Saison schloss das Team mit beeindruckenden 86 Punkten und einem deutlichen Vorsprung von 17 Punkten vor dem Zweitplatzierten ab. Mit dieser starken Leistung sicherte sich der BSV den Aufstieg in die Regionalliga Nord. Eine Umfrage der Ostfriesen-Zeitung unter den 18 Klubs vor Saisonbeginn hatte den BSV bereits als Favoriten für den Aufstieg gehandelt.
In der Regionalliga-Saison 2024/25 präsentierte sich der Aufsteiger als konkurrenzfähiges Team und beendete die Saison auf dem 2. Platz.

### Geschichte der anderen Abteilungen des Vereins

#### Frauenfußball
Im November 1970, kurz nachdem der DFB den Frauenfußball-Verbot wieder aufhob, wurde die Gründung einer Damenabteilung im Hotel Germania (heute Alt-Emder Bürgerhaus) vollzogen.
Direkt in der ersten Saison gelang den Emdern die ostfriesische Meisterschaft. Auch in den nächsten Jahren gehörte der BSV Kickers zu den ostfriesischen Spitzenmannschaften, feierte viele Siege und gewann zahlreiche Titel. Mehrmals wurde der Verein Bezirkspokalsieger. 1975 qualifizierten sich die Emder als einziger ostfriesischer Verein für die neu geschaffene Verbandsliga West, der damals höchsten Frauen-Spielklasse. In der Saison 1986/87 gewann er die Meisterschaft in der inzwischen in Landesliga West umbenannten Spielklasse. Unter Regie der damaligen Spielertrainerin Marie Ubben gelang der Aufstieg 1997 in die Regionalliga. Die Damen des BSV durchlebten in den Jahren 1999 bis 2004 eine anspruchsvolle Phase im Fußball. Nach drei aufeinanderfolgenden Abstiegen fand sich die Mannschaft schließlich in der Bezirksklasse wieder. In der Saison 2003/04 erwies sich das Team als konkurrenzfähig und gewann die Meisterschaft, was den Aufstieg in die Bezirksliga bedeutete. Für die folgenden Spielzeiten hielt sich der BSV Kickers in der Bezirksliga.
Jedoch endete diese Ära in der Saison 2021/22, als die Mannschaft beschloss, sich aus dem aktiven Spielbetrieb zurückzuziehen. Dieser Rückzug markierte das vorläufige Ende vom Frauenfußball des BSV Kickers Emden.

#### Jugendfußball
Bereits eine Woche nach Gründung des Vereins fanden die ersten Jugendspiele statt. Die Jugendabteilung bei den Emdern entwickelte sich gut. Alle sechs Alterklasen waren schnell besetzt und es gab bereits erste sportliche Erfolge. 1954 gewann die 1. Jugend die Meisterschaft des Bezirks Ostfriesland. Es folgte im Jahr 1962 die Ostfrieslandmeisterschaft. Ein Jahr später begannen die Fußballkarrieren von Peter Visser und Uwe Groothuis, spätere Leistungsträger in der ersten Herrenmannschaft. 1972 übernahmen Willi Körner und Dieter Schmitz die Leitung der Jugendabteilung mit jetzt zehn Mannschaften. Herausragend in dieser Saison war die C1 mit 40:0 Punkten und einer Tordifferenz von 215:5.
Im Jahr 1982 wurde die A-Jugend unter Trainer Peter Visser Meister der Oberliga und stieg in die Verbandsjugendliga Niedersachsen auf, die damals höchste deutsche Spielklasse.
Der damalige Jugendetat (ohne die Verbandsjugend) betrug 10.500 DM (Umgerecht 5.250 Euro). Von diesem Geld wurden Fahrt-, Ausrüstungskosten und Weihnachts- und Grillfeiern bezahlt.
Der Jugendfußball beim BSV Kickers Emden hatte seit den 1980er Jahren eine lange und erfolgreiche Geschichte. Bis zum Jahr 2006 wurden in allen Altersklassen erfolgreiche Saisons abgeschlossen, und der Verein galt als eine der führenden Jugendabteilungen in Ostfriesland. In der Saison 2010/11 nahmen sogar 14 Juniorenteams an den Punktspielen teil, was die Stärke und den Umfang des Jugendfußballs beim BSV Kickers unterstrich.
Die Insolvenz des Vereins im November 2011 hatte jedoch auch Auswirkungen auf die Juniorenabteilung. Der Vorstand unter Rudolf Hanßen entschied sich, alle Mannschaften bis zur D-Jugend bei Rot-Weiß Emden spielen zu lassen, um den Spielbetrieb aufrechtzuerhalten. Später wurde eine Spielgemeinschaft zwischen Frisia, BSV Kickers und Rot-Weiß Emden ins Leben gerufen, um die Kräfte zu bündeln und den Jugendfußball in der Region zu stärken.
Im Jahr 2016 nahmen neben den drei Landesligamannschaften (A, B, C Jugend) des BSV Kickers Emden weitere 13 Teams am Spielbetrieb der Spielgemeinschaft teil. Als Folge dieser Entwicklung gab der BSV seine Bambini-, G-, F-, E- und D-Jugendmannschaften auf, die seitdem in den Partnervereinen Frisia und Rot-Weiß Emden spielen.
Aktuell bestehen die Juniorenmannschaften des BSV aus einer A-, B- und C-Jugend, die weiterhin die Tradition des Jugendfußballs beim BSV Kickers Emden fortsetzen.

#### Tischtennisabteilung
Die Tischtennisabteilung des BSV Kickers Emden wurde am 20. Januar 1947 durch sieben junge Männer gegründet und verfügt aktuell über zwei aktive Herrenmannschaften.
Kurz nach der Gründung in der Saison 1948/49 stand man kurz vor dem Sprung die Oberliga Nord, bis 1966 die höchste deutsche Spielklasse. Im Endspiel unterlag man jedoch dem VfL Osnabrück.
Bis in die späten achtziger Jahre spielten die Emder durchgehend in der Verbands- oder Landesliga. Heutzutage spielt der BSV in der Turnhalle der IGS Emden mit zwei Mannschaften in der Bezirks- und Kreisliga. Die Abteilung unter Leitung von Christian Brants und Guido Trauernicht hatte im Jahr 2021 eine Größe von rund 25 Mitgliedern.

## Die Fußballabteilung

### Erste Mannschaft

#### Kader 2024/25
- Stand: 8. April 2025[18]

| Nr.        | Nat.                     | Spieler             | Geburtsdatum       | im Verein seit | letzter Verein          |
| Torhüter   |                          |                     |                    |                |                         |
| 01         | Deutschland              | Moritz Onken        | 1. August 2003     | 2023           | VfB Oldenburg           |
| 24         | Deutschland              | Isaak Djokovic      | 26. Mai 2002       | 2022           | Inter Leipzig           |
| 37         | Deutschland              | Marcel Bergmann     | 13. Mai 1998       | 2023           | TSV Steinbach           |
| Abwehr     |                          |                     |                    |                |                         |
| 02         | Deutschland              | Tim-Justin Dietrich | 8. November 2002   | 2024           | Hallescher FC           |
| 03         | Deutschland              | Julian Stöhr        | 23. Februar 1998   | 2023           | SV Atlas Delmenhorst    |
| 04         | Deutschland              | Fabian Herbst       | 21. Mai 2000       | 2023           | VfB Oldenburg           |
| 05         | Deutschland Senegal      | David Kébé          | 25. März 2003      | 2025           | Werder Bremen II        |
| 11         | Deutschland              | Marvin Eilerts      | 21. Dezember 1998  | 2016           | SV Meppen U19           |
| 19         | Deutschland Senegal      | André N'Diaye       | 29. Dezember 2000  | 2022           | SV Arminia Hannover     |
| 20         | Deutschland              | Luis Podolski       | 21. Juni 2004      | 2024           | Hannover 96 II          |
| 22         | Deutschland              | Dennis Engel        | 20. Oktober 1995   | 2023           | VfB Oldenburg           |
| Mittelfeld |                          |                     |                    |                |                         |
| 06         | Deutschland Griechenland | Kai Kaissis         | 7. November 1996   | 2023           | VfB Oldenburg           |
| 07         | Deutschland              | Pascal Steinwender  | 2. August 1996     | 2023           | FC Teutonia 05 Ottensen |
| 08         | Deutschland              | Mika Eickhoff       | 6. Juli 2003       | 2024           | Werder Bremen II        |
| 10         | Deutschland              | Tobias Steffen      | 3. Juni 1992       | 2023           | SV Atlas Delmenhorst    |
| 12         | Deutschland Nigeria      | Michael Igwe        | 30. September 2002 | 2024           | FC Teutonia 05 Ottensen |
| 13         | Deutschland              | Marten Schmidt      | 24. Januar 1996    | 2024           | SC Weiche Flensburg 08  |
| 17         | Deutschland              | Janek Siderkiewicz  | 2. Mai 1996        | 2023           | SV Hansa Friesoythe     |
| 29         | Deutschland              | Said Abbey          | 16. April 2004     | 2021           | Werder Bremen U19       |
| Sturm      |                          |                     |                    |                |                         |
| 09         | Deutschland              | David Schiller      | 17. November 1998  | 2023           | SC Blau-Weiß Papenburg  |
| 21         | Deutschland              | Tido Steffens       | 26. Mai 1994       | 2013           | eigene Jugend           |
| 23         | Deutschland              | Joshua Dudock       | 7. Juli 2005       | 2024           | Werder Bremen U19       |

#### Trainer- und Betreuerstab 2023/24
- Stand: 13. März 2024[19]

| Name             | Nat.        | Funktion       |
| ---------------- | ----------- | -------------- |
| Stefan Emmerling | Deutschland | Cheftrainer    |
| Markus Unger     | Deutschland | Co-Trainer     |
| Christian Meyer  | Deutschland | Torwarttrainer |
| Ingo Poppen      | Deutschland | Betreuer       |

| Name               | Nat.        | Funktion              |
| ------------------ | ----------- | --------------------- |
| Helga Aper         | Deutschland | Zeugwart              |
| Hendrik Peters     | Deutschland | Physiotherapeut       |
| Sebastian Plog     | Deutschland | Technischer Direktor  |
| Henning Rießelmann | Deutschland | Strategischer Berater |

#### Trikotsponsoren
- 1985–1986: Otto Waalkes, Komiker
- 1986–1999: Score, Mineralölhandelsgesellschaft
- 1999–2009: Volkswagen, Automobilhersteller
- 2010–2013: Sparkasse Emden, Finanzinstitut 1
- 2010–2020: VGH Versicherung, Versicherungsunternehmen 1
- 2020–2023: Stahlbau Sanders, Stahlbauunternehmen
- seit 2023: Schauinsland-Reisen, Touristikunternehmen

#### Ausrüster
- Seit 2023 Adidas[20]

### Ehemalige Spieler
- Jens Jaschob
- Chad Deering
- Jörg Heinrich
- Christian Lenze
- Uli Stein
- Ferydoon Zandi
- Lawrence Aidoo
- Stephan Prause 1
- Jasmin Spahić
- Uwe Groothuis 1
- Andreas Nägelein
- Tom Moosmayer
- Radovan Vujanović
- Bernd Rauw
- Enrico Neitzel
- Frank Löning
- Nermin Čeliković
- Thorsten Nehrbauer
- Daniel Masuch
- Nils Pfingsten-Reddig
- Eric Agyemang
- Falk Schindler

### Präsidenten und Vorstandsvorsitzende
- 1946–1947: Balduin Hempel
- 1947–1948: Gerhard Visser
- 1948–1948: Hermann Heits
- 1948–1951: Fritz Wicke
- 1951–1964: Dr. Heinrich Hagen
- 1964–1972: Dr. Meinhard Balssen
- 1972–1973: Dr. Helmut Riedl
- 1973–1974: Fritz Strahmann
- 1974–1980: Wilfried Burghardt
- 1980–1986: Günther Kunz
- 1986–1996: Dr. Helmut Riedl
- 1996–1998: Benedikt Rosenboom
- 1998–1998: Günter Schmaler
- 1998–2009: Engelbert Schmidt
- 2009–2009: Horst Jelbke
- 2009–2011: Günter Schmaler
- 2011–2015: Günther Kunz
- 2015–2024: Dr. Jörg Winter
- seit 2024: Hendrik Poppinga

### Trainerhistorie
- Jul. 1984 – Jun. 1985: Hans-Hermann Mindermann
- Jul. 1985 – Jun. 1986: Bata Tijanic
- Jul. 1986 – Okt. 1992: Bernhard Janssen
- Okt. 1992 – Jun. 1995: Alfons Weusthof
- Jul. 1995 – Dez. 1996: Jürgen Bogs
- Dez. 1996 – Jun. 1997: Uwe Groothuis
- Jul. 1997 – Nov. 1998: Alfons Weusthof
- Nov. 1998 – Feb. 1999: Uwe Groothuis
- Feb. 1999 – Jun. 2001: Michael Krüger
- Jul. 2001 – Okt. 2001: Gerd Roggensack
- Okt. 2001 – Jun. 2002: Uwe Groothuis
- Okt. 2001 – Jun. 2002: Alexander Woloschin
- Jul. 2002 – Jun. 2004: Jörg Drüke
- Jul. 2004 – Jun. 2007: Marc Fascher
- Jun. 2007 – Jun. 2007: John van Buskirk
- Jul. 2007 – Apr. 2009: Stefan Emmerling
- Apr. 2009 – Jun. 2009: Thomas Richter
- Jul. 2009 – Jun. 2010: Johann Lünemann
- Jul. 2010 – Jun. 2012: Uwe Groothuis
- Jul. 2012 – Sep. 2013: Yasin Turan
- Sep. 2013 – Dez. 2013: Karsten Golnik
- Nov. 2013 – Dez. 2013: Manfred Wehe
- Jan. 2014 – Nov. 2013: Markus Olbrys
- Nov. 2014 – Jun. 2017: Rudolf Zedi
- Jul. 2017 – Nov. 2017: Wolfgang Niehues
- Nov. 2017 – Jul. 2019: Uwe Langheim
- Nov. 2017 – Jul. 2019: Uwe Welzel
- seit Jul. 2019: Stefan Emmerling

## Erfolge

### Männerfußball
- Qualifikation zur eingleisigen 3. Liga: 2008
- Aufstieg in die Regionalliga Nord: 2022, 2024
- Aufstieg in die Oberliga-Niedersachsen: 2019
- Meister der Oberliga Nord: 1994, 2005
- Meister der Oberliga Niedersachsen/Bremen: 2000, 2003
- Meister der Amateuroberliga Niedersachsen-West: 1951
- Meister der Verbandsliga Niedersachsen: 1989, 1991
- Meister der Verbandsliga Nord: 1970
- NFV-Pokalsieger: 1996, 2000, 2009
- Teilnahme am DFB-Pokal: 1992/93, 1996/97, 2000/01, 2009/10, 2011/12

### Frauenfußball
- Aufstieg in die Regionalliga Nord: 1997
- Meister der Verbandsliga Staffel-West: 1997
- Qualifikation zur Verbandsliga West: 1975
- Meister der Landesliga West: 1987
- Meister der Bezirksklasse: 2004

### Jugendfußball
- Aufstieg in die Regionalliga: 2009 (A-Jugend)
- Meister der Oberliga: 1982 (A-Jugend)
- Meister der Bezirksoberliga: 2000 (A-Jugend)
- Meister der Landesliga: 2019 (B-Jugend)

### Tischtennis
- Meister der Verbandsliga: 1994 (Damen)

## Umfeld

### Stadion

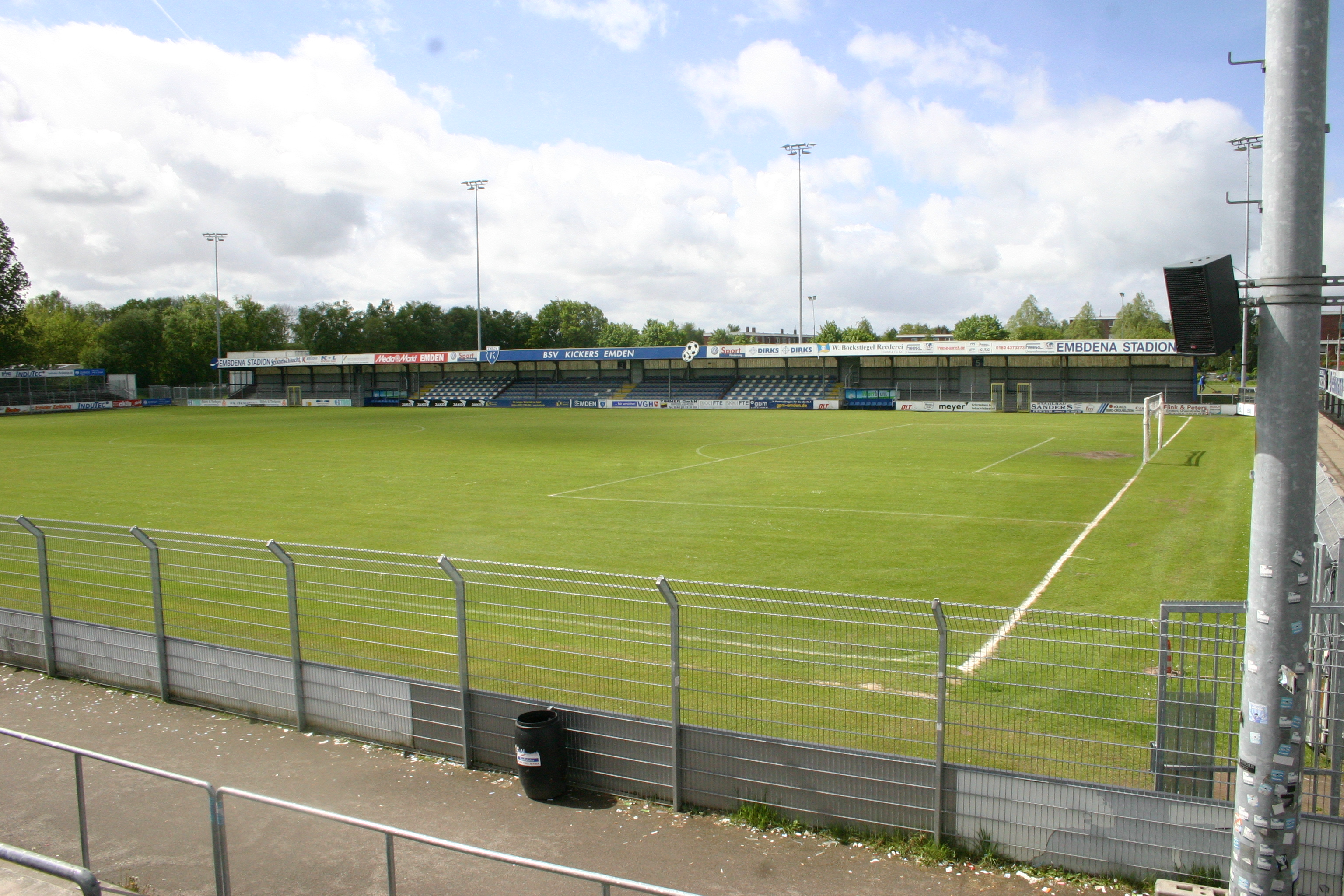
Ostfriesland-Stadion

Seit 1950 trägt der BSV Kickers Emden seine Heimspiele im traditionsreichen Ostfriesland-Stadion im Stadtteil Früchteburg aus, dass seit der Eröffnung 1950 zunächst schlicht Kickers-Stadion (im Volksmund auch Kickers-Platz) hieß.
Anfang der 1990er Jahre wurde es nach und nach von einem Stadionrund mit einfachen Stehtraversen zu einem Stadion ausgebaut, zunächst mit einer Haupttribüne mit Steh- und etwa 300 Sitzplätzen.
Mitte der 1990er Jahre wurde es zu Ehren des damals langjährigen Präsidenten und Hauptsponsors Helmut Riedl in „Dr. Helmut Riedl-Stadion“ umbenannt. Anfang des neuen Jahrzehnts wurde es dann nach einigen Querelen mit der Witwe des verstorbenen Präsidenten in „Embdena-Stadion“ umbenannt. Es hieß nach der Firma des Hauptsponsors „Embdena Partnership AG“. Seit Anfang April 2011 trägt das Stadion den Namen „Ostfriesland-Stadion“, übergangsweise hieß es eine Zeitlang „Deichkicker-Arena“.
Zu Beginn der Saison 1994/95 wurde in der Südtribüne eine elektronische Anzeigetafel installiert.
Bis zum Aufstieg in die Regionalliga zu Beginn der Saison 2005/06 betrug die Kapazität rund 12.000 Zuschauer, aus Sicherheitsgründen ordnete der DFB jedoch eine Reduzierung auf die jetzige Maximalkapazität von 7.200 Zuschauern an. Der Zuschauerrekord wurde in der Saison 1993/94 (damals Oberliga Nord) erreicht, als zum letzten Punktspiel der Saison gegen die HSV-Amateure (das die Meisterschaft erbrachte) offiziell 12.000 Zuschauer im Stadion waren. Seit dem Aufstieg in die Regionalliga im Jahr 2005 wurde die Infrastruktur weiter ausgebaut. Mit der Neuanlage des Gästebereichs für maximal 2.000 Zuschauer, einer weiteren überdachten Tribüne für Heimfans und im Sommer 2008 mit einer zusätzlichen Stahlrohrtribüne hinter der Gegengeraden, die 500 Sitzplätze bietet, die aber inzwischen wieder abgebaut wurde, da die Sitzplätze gemietet waren.
Das Stadion besteht heute aus einer überdachten Haupttribüne mit 499 Sitzplätzen sowie Stehplätzen, der unüberdachten Gegengerade, der überdachten Nordtribüne und der unüberdachte Südtribüne – hier sind in der Regel die Gästefans untergebracht.
Neben dem Stadion gibt es auf dem Gelände noch zwei weitere Plätze, auf denen die Senioren- und Jugendteams trainieren und ab und an Testspiele absolvieren. Ein paar Meter abseits des Feldes befinden sich die Katakomben sowie das Vereinsheim samt Stadiongaststätte. Anfang der Saison 2023/24 wurden auf der Nord- und Südtribüne LED-Werbebanden installiert.
Seit 1977 fungiert Gerd Krauledat als Stadionsprecher.

### Vereinsheim

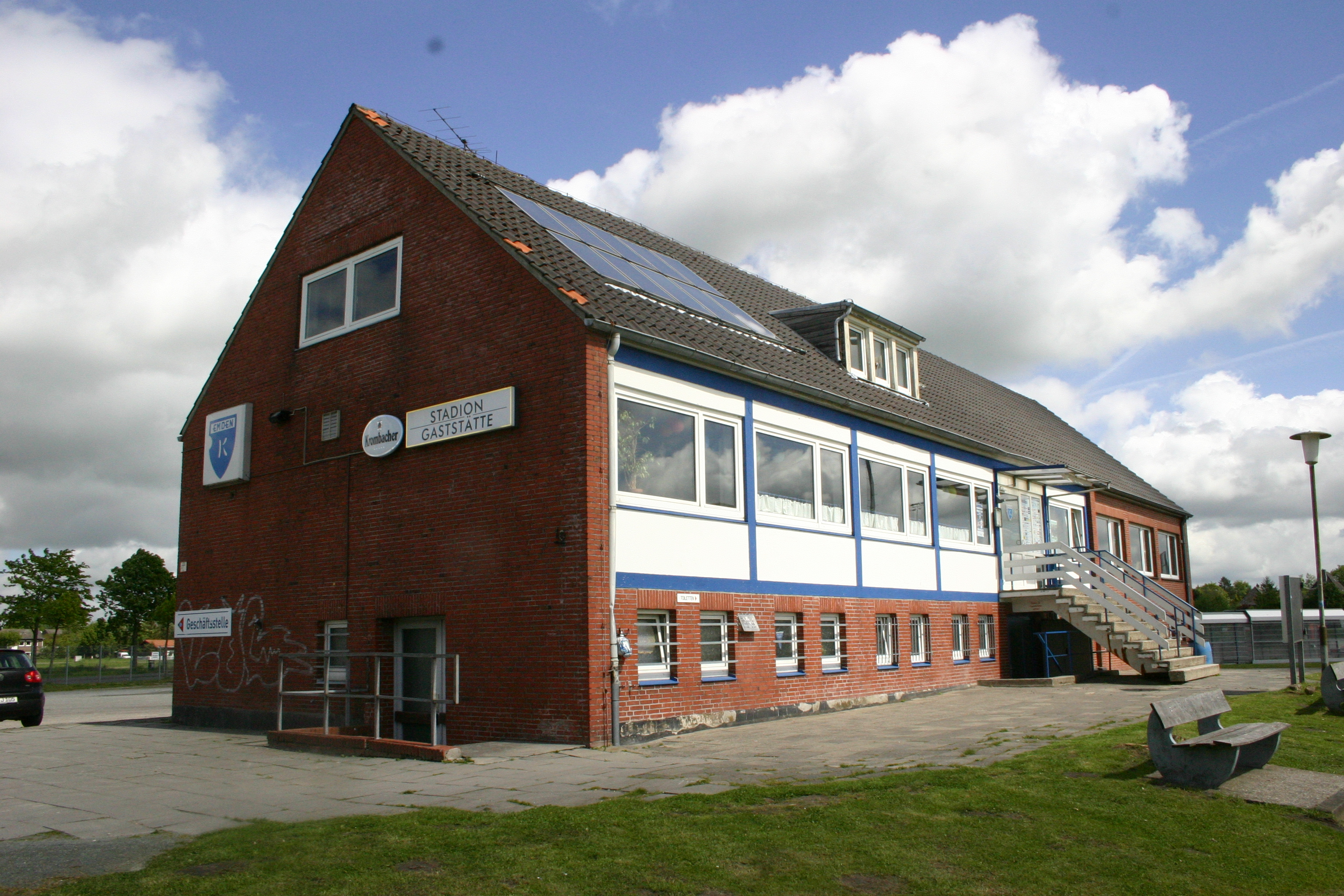
Vereinsheim

Das Vereinsheim des BSV Kickers Emden ist ein zentraler Treffpunkt für Mitglieder, Fans und Gäste des Vereins. Es bietet eine Vielzahl von Einrichtungen, darunter diverse Umkleideräume, eine Gastronomie sowie einen Veranstaltungsraum, der für verschiedene Anlässe genutzt werden kann.
Fertiggestellt im Jahr 1969, hat das Vereinsheim im Laufe der Jahre verschiedene Renovierungen und Erweiterungen erfahren. Insbesondere wurde in den späten 80er Jahren ein Anbau hinzugefügt, um den wachsenden Anforderungen des Vereins gerecht zu werden und zusätzlichen Platz für seine Aktivitäten zu schaffen.
Ein besonderes Merkmal des Vereinsheims ist seine Rolle als Austragungsort für Pressekonferenzen nach den Spielen des BSV Kickers Emden. Hier haben Journalisten die Möglichkeit, mit Trainern, Spielern und Verantwortlichen des Vereins zu sprechen und die neuesten Entwicklungen zu erfahren.
Zusätzlich zu seiner Funktion als Vereinstreffpunkt trägt das Vereinsheim auch zur Nachhaltigkeit bei, indem es eine Photovoltaik-Anlage auf seinem Dach installiert hat. Diese Anlage produziert saubere Energie und trägt dazu bei, den ökologischen Fußabdruck des Vereins zu reduzieren.

### Fans
Die Fan-Szene des BSV Kickers Emden verfolgt die Heimspiele des Vereins auf der Westtribüne (Block 5) sowie auf der Nordtribüne (Auch Bushaltestelle genannt) des Stadions und ist im Fanclub-Dachverband (FCDV) organisiert, welcher ca. 500 Mitglieder zählt. Der offizielle Fanshop befindet sich auf dem Stadiongelände. Die Anhänger des BSV Kickers sehen den SV Atlas Delmenhorst und den VfB Oldenburg als Hauptrivalen an.
Fanfreundschaften beim BSV Kickers Emden bestehen zu Anhängern des SV Meppen.

## Besonderheiten

### Uli Stein und der einmalige Auftritt im Kickers-Tor
Am 7. Oktober 2001 sah Stammtorwart Markus Antczak beim Auswärtsspiel gegen den SV Concordia Ihrhove die Rote Karte. Weil auch Ersatzmann Thomas Preuß nicht eingesetzt werden konnte, hatten die Emder vor dem nächsten Heimspiel ein Torwart-Problem. Wenige Tage vor dem Spiel präsentierten die Emder eine spektakuläre Lösung: Der ehemalige Nationaltorwart Uli Stein erklärte sich bereit, bei Kickers zwischen den Pfosten auszuhelfen – mit 47 Jahren. Die Idee war zunächst belächelt worden, doch der Plan mit Stein wurde schließlich in die Tat umgesetzt – und ging voll auf: Der Ex-Profi lieferte nach vierjähriger Spielpause eine überzeugende Leistung, zeigte spektakuläre Paraden und hielt seinen Kasten sauber. Der BSV gewann das Spiel mit 3:0 gegen den BV Cloppenburg und 2100 Zuschauer feierten den prominenten „Leih-Torwort“ mit „Uuuli, Uuuli“-Sprechchören.

### Als ein Dopingfall bundesweit für Schlagzeilen sorgte
Das Emder Auswärtsspiel bei Fortuna Düsseldorf am 17. September 2005 war gleich in mehrfacher Hinsicht denkwürdig. Vor 5160 Zuschauern gewannen die Emder in der damaligen LTU Arena mit 2:1. „Das war für uns alle bislang der absolute Höhepunkt in der Regionalliga“, sagte der damalige Trainer Marc Fascher nach der Partie, die noch ein Nachspiel haben sollte – denn Kickers wurde der Sieg wegen eines Dopingfalls aberkannt.
Oliver Glöden und Falk Schindler waren nach dem Spiel zum Dopingtest gebeten worden. Bei Mittelfeldspieler Schindler, der in Düsseldorf sogar ein Tor erzielt hatte, wurde der Wirkstoff Finasterid nachgewiesen. Dieser ist im Haarwuchsmittel Propecia enthalten, das der Fußballer seit dem Jahr 2000 eingenommen hatte. Besonders bitter für Schindler und dem BSV: Der nicht leistungsfördernde Wirkstoff wurde erst 2005 auf die Dopingliste gesetzt. Das DFB-Sportgericht verurteilte Schindler zu einer Sperre von sechs Monaten und wertete die Partie mit 2:0 für die Fortuna.

### Vom Kickeraner zum Nationalspieler
Jörg Heinrich ist der erste und einzige Nationalspieler, der aus den Reihen des BSV Kickers Emden hervorging. Nach dem Mauerfall 1990 wechselte Heinrich von der BSG Chemie Velten zum BSV, wo er in 4 Jahren bis 1994 in 86 Spielen 20 Tore erzielte. In der Saison 1993/94 wurde er von den Trainern der Oberliga Nord zum Spieler der Saison gewählt. Für die Summe von 100.000 DM (Umgerechnet 50.000 Euro) wechselte Heinrich zur Saison 1994/95 zum Bundesligisten SC Freiburg und avancierte zum Nationalspieler. Am 21. Juni 1995 debütierte er beim 2:0-Sieg gegen Italien und brachte es bis 2002 auf insgesamt 37 Einsätze im Nationaltrikot.

### Otto Waalkes und der BSV Kickers Emden
Als gebürtiger Emder und mittlerweile Ehrenbürger der Stadt ist Otto Waalkes eng mit dem Fußballverein verbunden. In einem Zitat erklärte er: „Als Kind wusste ich immer, wie Kickers gespielt hatte (...) ich konnte es am Gesicht meines Vaters ablesen, wenn er Sonntags aus dem Stadion kam.“ Diese emotionale Bindung zu seinem Heimatverein prägte seine Jugendjahre und begleitete ihn auch in späteren Jahren.
Ende der 1980er Jahre trat Otto Waalkes als Trikotsponsor des BSV Kickers Emden auf. Die Spieler trugen dementsprechend das Logo des bekannten Ottifanten auf ihren Trikots, was zu einem unverwechselbaren Markenzeichen wurde und die Popularität des Vereins steigerte. Im Jahr 2005 genehmigte Otto Waalkes dem BSV Kickers Emden offiziell die Nutzung der Ottifanten für Werbezwecke und Merchandising-Artikel. Dies ermöglichte dem Verein, das einzigartige Symbol in verschiedenen Bereichen zu nutzen und seine Präsenz weiter zu stärken. Die Verbindung zwischen Otto und den Emdern zeigt nicht nur die enge Beziehung des Künstlers zu seiner Heimatstadt, sondern auch die Bedeutung des Vereins für die lokale Gemeinschaft und die kulturelle Identität von Emden.
Aufgrund der Nähe zu Otto, wurden die Emder Fußballer umgangssprachlich auch „Die Ottifanten“ genannt.

## Medien

### Flutlicht – das Kickers-Magazin
Die beiden ehemaligen BSV-Aufsichtsratmitglieder Rolf Bolinius und Günter Schmaler dachten im Frühjahr 2002, dass es eine gute Idee wäre, den Menschen in der Region den Verein durch eine regelmäßige Radiosendung näher zu bringen. Am 15. September 2002 entstand daher das Magazin „Flutlicht - das Kickers-Magazin“, das aktuell jeden Donnerstag um 18 Uhr live auf dem Radiosender Radio Ostfriesland übertragen wird. Kickers Emden ist der einzige Amateurverein im Nordwesten mit eigener Radiosendung. In der Sendung gibt es Informationen über Hintergründe, Vereinsentwicklungen, Events und Aktionen des Vereins. Dazu gibt es Studiogäste aus dem Verein und darüber hinaus Verlosungen von Eintrittskarten und Fanartikeln.

### Liveübertragungen in den sozialen Medien
In Zusammenarbeit des Medienpartners Ostfriesen-Zeitung (OZ) wird jedes Heimspiel seit der Oberliga-Saison 2023/24 live auf verschiedenen sozialen Medien übertragen.